# Biélorusses dans le conflit libyen
 (septembre 2022).
Le contenu est difficilement compréhensible vu les erreurs de traduction, qui sont peut-être dues à l'utilisation d'un logiciel de traduction automatique.
Les Biélorusses ont participé au conflit libyen de 2011 aux côtés du gouvernement de Mouammar Kadhafi en tant que conseillers militaires et mercenaires. L'aide étrangère aux troupes gouvernementales a été annoncée par des sources américaines (chaîne de télévision CNN et agence de renseignements et d'analyse Stratfor), russes (journal Komsomolskaya Pravda), biélorusses (chroniqueurs militaires Alexander Alesin et Egor Lebedok), suédoises (institut SIPRI), rebelles (Ibrahim Abdel Magid) et internationales (chef du groupe de travail des Nations unies sur l'emploi de mercenaires José Luis Gómez del Prado). La République du Bélarus nie officiellement la présence de ses citoyens dans la zone de guerre.

## Toile de fond
Dans les années 2000, les relations entre la Biélorussie et la Libye se sont intensifiées, y compris dans le domaine militaire.
Le 16 décembre 2009, une délégation biélorusse dirigée par le nouveau chef du département militaire, Yuri Zhadobin (be), est arrivée à Tripoli en visite officielle. Un traité de coopération militaire a été conclu,. Dans le même temps, le fils cadet de Kadhafi, Khamis, commandant de la brigade d'élite de l'armée libyenne 32, est venu en Biélorussie pour l'exercice «Zapad—2009»,. En juin 2010, l'armée libyenne a participé à des exercices avec la 11e brigade mécanisée séparée biélorusse de Slonim, qui ont eu lieu sur le polygone Abuz-Lesnovsky près de Baranavitchy.
Avec le début de la guerre, la République du Bélarus est devenue l'un des rares pays à soutenir Kadhafi, n'a pas reconnu le conseil national de transition rebelle et a condamné les actions du bloc de l'OTAN. Le plus grand choc pour les autorités biélorusses a été l'assassinat du dirigeant libyen.

## Contingent
Comme l'a déclaré le conseiller de l'ambassade du Bélarus à Tripoli Georgy Gromyko, avant la guerre civile et l'intervention étrangère, un contingent de conseillers militaires, d'instructeurs et de spécialistes biélorusses 500 étaient stationnés dans le pays. Avec le début des hostilités, une partie d'entre eux a été évacuée. Cependant, selon l'attaché militaire Igor Kachugin, l'armée n'a pas été officiellement envoyée dans le pays. Néanmoins, il n'a pas exclu que quelqu'un puisse conclure des contrats individuels avec les forces de sécurité libyennes.
Le chroniqueur militaire Alexander Alesin a déclaré que les spécialistes militaires et les techniciens étaient les plus demandés pour les Forces armées de la Jamahiriya arabe libyenne. Ils ont maintenu la capacité de combat de nombreux équipements gouvernementaux et sa réparation,.
Un peu plus tard, l'expert a ajouté que la base du contingent militaire en Libye pourrait être composée d'anciens militaires, car l'État craint d'envoyer du personnel actif dans les zones d'opérations en rondins. Dans les années 1990, comme l'a déclaré alesin, l'armée biélorusse a considérablement diminué. De nombreux militaires ont perdu leur emploi. D'autres ont quitté les troupes en raison de bas salaires. Beaucoup sont devenus des mercenaires. Les Biélorusses en Libye, selon les estimations de l'observateur, étaient de quelques dizaines à plusieurs centaines. Certains pourraient avoir eu le temps de se battre dans d'autres conflits en Afrique. Par exemple, Alesin a mentionné la participation de ses compatriotes aux événements ivoiriens de 2004.
Le magazine Komsomolskaya Pravda a rapporté que le salaire des Biélorusses en Libye est de trois mille dollars par mois. Leur nombre total est estimé à plusieurs centaines de personnes.

## Vol Baranavitchy—Sebha
Le 15 février 2011, le premier jour de la guerre, un avion de transport Il-76 a décollé de la ville de Baranavitchy et de la ville de Sebha. Selon l'institut SIPRI, le vol transportait des armes pour l'armée de Kadhafi. Cependant, l'analyste Alexander Alesin a mis en doute cette version. À son avis, les armes et le matériel des troupes gouvernementales étaient suffisants. Il est très probable que l'avion transportait des spécialistes militaires et des réparateurs,.

## Captifs
En août—septembre 2011, quatre Biélorusses ont été capturés par des militants libyens (Valery Gordienko, Igor Yadimchev, Fedor Trufanov et Vyacheslav Kachura (be)). À l'été 2012, ils ont été condamnés à 10 ans de prison pour avoir coopéré avec le régime de Kadhafi. Les trois premiers sont libérés par les diplomates en 2014. Kachura était en captivité jusqu'en 2018,.

## Négation
Le porte-parole du ministère des affaires étrangères, Andrei Savinykh (be), a déclaré à plusieurs reprises qu'il n'y avait pas de soldats biélorusses en Libye,,. Dans le même temps, les autorités ont même nié la possibilité de participer à des «mercenaires aventuriers» dans les combats.
Selon le directeur adjoint de l'Institut d'analyse politique et militaire Alexander Khramchikhin (ru), il est impossible d'exclure complètement les liens militaires, mais la base de preuves est très rare. Il a lié l'apparition de telles informations à un retard inattendu du conflit pour l'Occident. Sergey Balmasov, expert de l'Institut du Moyen-Orient et du conseil Russe des affaires internationales, a déclaré que toutes les accusations de coopération entre Minsk et Tripoli étaient basées sur des déclarations orales du directeur du SIPRI, Hugh Griffiths.

## Principales sources
- Валер Карбалевіч. Якія наступствы могуць мець скандалы з пастаўкамі зброі? // Радыё Свабода : радыёвяшчальная арганізацыя. — 1 сакавіка 2011.
- Андрей Александрович. Летало ли белорусское оружие в Ливию и Кот-д'Ивуар? // TUT.BY : интернет-портал. — 2 марта 2011.
- Сергей Балмасов. Диктатор Лукашенко спасает Полковника // Правда.Ру : электронное СМИ. — 3 марта 2011.
- На стороне Каддафи воюют белорусские партизаны // Комсомольская правда : газета. — 6 апреля 2011.
- Сергей Стаховский. Муаммар и Беларусь // Салідарнасць : газета. — 21 октября 2011.
- Белорусская джамахирия: Полковник Каддафи ищет прибежища в Минске // The New Times : журнал. — № 08 (193). — 7 марта 2011.
- Егор Лебедок. Белорусское военное присутствие в Африке // Thinktanks.by : сайт белорусских исследований. — 7 февраля 2021.